# Beata Lorens
Beata Lorens (ur. 1972 w Krośnie) – polska historyczka, doktor habilitowany nauk humanistycznych.

## Życiorys
Pochodzi z Krościenka Wyżnego, gdzie ukończyła szkołę podstawową. Następnie kształciła się w I Liceum Ogólnokształcącym im. Mikołaja Kopernika w Krośnie. W 1991 roku rozpoczęła studia historyczne w Instytucie Historii Wyższej Szkoły Pedagogicznej w Rzeszowie. W 1996 roku ukończyła je, uzyskując tytuł magistra historii za pracę Ksiądz Wojciech Michna. Życie i działalność publiczna (1820–1893), napisaną pod kierunkiem Józefa Półćwiartka. W tymże roku została zatrudniona jako asystent w Zakładzie Historii Nowożytnej Instytutu Historii Wyższej Szkoły Pedagogicznej w Rzeszowie.
20 listopada 2003 roku uzyskała stopień naukowy doktora nauk humanistycznych w zakresie historii na podstawie pracy Bractwa cerkiewne w diecezji przemyskiej obrządku wschodniego w XVII–XVIII wieku, której promotorem był Józef Półćwiartek. 15 października 2015 roku habilitowała się w dziedzinie nauk humanistycznych, w dyscyplinie historia na podstawie pracy Bazylianie prowincji koronnej w latach 1743–1780. W 2016 roku zatrudniono ją na stanowisku profesora uczelni w Zakładzie Historii Nowożytnej i Dziejów Kościoła Instytutu Historii Uniwersytetu Rzeszowskiego.  

## Dorobek naukowy
Jej zainteresowania naukowe skupiają się na stosunkach religijno-społecznych na pograniczu etnicznym polsko-ukraińskim w czasach nowożytnych, dziejach Kościoła katolickiego, unickiego oraz zakonu bazyliańskiego w Polsce. Interesuje się również dziejami szkolnictwa i kultury w I Rzeczypospolitej, przeszłością miejscowości ziemi sanockiej i przemyskiej oraz historią regionalną.
Jest autorką 4 książek i ponad 80 artykułów, współredagowała też 3 edycje źródłowe i 7 publikacji zbiorowych. Należy do Polskiego Towarzystwa Historycznego i Rady Naukowej Muzeum Regionalnego w Brzozowie. Jest również członkinią rad naukowych czasopism polskich i ukraińskich. 